# Radio 4 (Satellit)
Radio 4, Radio Sputnik 4 oder RS-4 ist ein sowjetischer Amateurfunksatellit, der vom zentralen Radioklub der DOSAAF entwickelt und gebaut wurde. Radio 4 (und auch Radio 3) enthielt keinen Transponder und wurde als Experimentalsatellit bezeichnet.

## Mission
Der Satellit wurde am 17. Dezember 1981 gemeinsam mit RS-3 und RS-5 bis RS-8 mit einer russischen Kosmos-3M-Trägerrakete vom Kosmodrom Plessezk in Russland gestartet. Als Kommandostation wurde RS3A in Moskau benannt.

## Frequenzen
- 29,360-MHz-Bake 1
- 29,403-MHz-Bake 2